# L'Année terrible (téléfilm)
Pour le recueil de poèmes de Victor Hugo, voir L'Année terrible.
Pour plus de détails, voir Fiche technique et Distribution.
L'Année terrible est un téléfilm de Claude Santelli en deux parties diffusé les 13 et le 15 mars 1985 sur TF1. Le réalisateur s'est inspiré du recueil de poèmes du même nom écrit par Victor Hugo publié en 1872. Il retrace les années 1870 et 1871 durant laquelle la France souffre parallèlement d'une guerre contre la Prusse et d'une guerre civile à Paris.

## Synopsis
Jouant sur la diversité des images (documents d'archives, scènes reconstituées, photographies et gravures, interviews et commentaires historiques), ce documentaire, réalisé pour la télévision et diffusé en deux parties (série Les Grands Moments de la conscience française) situe l'année 1871 et la Commune de Paris dans l'histoire de la ville et dans l'espace urbain lui-même.

## Fiche technique
- Titre : L'Année terrible
- Réalisation : Claude Santelli
- Scénario : Claude Santelli et Françoise Verny
- Musique : Jean-Marie Sénia
- Circuits : circuit télévision
- Production : TF1
- Pays :  France
- Langue : français
- Genre : historique
- Durée : 126 minutes
- Dates de sortie :
  -  France : 13 et le 15 mars 1985 (2 parties)

## Distribution
- Alain Cuny
- Marie-Christine Barrault
- Marcel Bozonnet
- William Jacques
- Gérard Desarthe
- Hervé Bellon
- Didier Sandre
- Catherine Alcover
- Pierre Anais
- Jean-Pierre Bagot
- Marc Bertolini
- Stéphane Bierry
- Teddy Bilis
- Andrée Champeaux
- André Chaumeau